# Naturschutzgebiete in Namibia

Übersichtskarte der staatlichen Schutzgebiet in Namibia

In Namibia wurden zahlreiche staatliche Nationalparks sowie staatliche und private Naturschutzgebiete eingerichtet, um die noch unberührte Natur des Landes zu schützen und zu erhalten. Mit dieser Maßnahme kommt man zugleich auch einem verfassungsrechtlichen Auftrag nach, denn der Naturschutz genießt in Namibia Verfassungsrang. Die Verwaltung und Organisation des staatlichen Naturschutzes übernimmt hierbei das Ministerium für Umwelt, Forstwirtschaft und Tourismus (mit Ausnahme von Mangetti, der gemeinsam mit der Ukwangali Traditional Authority und dem Regionalrat von Kavango-West unterhalten wird). 2013 standen 138.163,7 km² unter direktem staatlichem Schutz. Dieses sind knapp 16,8 Prozent der Landesfläche Namibias. Hinzu kommen 177.435 Quadratkilometer (etwa 21,5 Prozent der Landesfläche), die unter teil-staatlichem Schutz stehen (sogenannte Conservancies).

## Schutzstatus
Namibia unterscheidet rechtlich nur zwei Arten von Schutzgebiete, den Wildpark (englisch „Game Park“) und das Naturreservat („Nature Reserve“), die einen gleichberechtigten Schutzstatus haben. Es findet keine Kategorisierung nach IUCN statt. Um dennoch den besonderen Status einzelner Schutzgebiete hervorzuheben, tragen diese den namentlichen Zusatz Nationalpark („National Park“). Zudem gibt es seit 2009 die Einrichtung eines Meeresschutzgebietes („Islands’ Marine Protected Area“), seit 2012 der Landschaftsschutzgebiete („Protected Landscape Conservation Areas“).

## Staatliche Schutzgebiete

### Naturreservate und Wildparks
Quelle: State of Protected Areas in Namibia - A review of progress and challenges, MET, 2010, S. 18 ff
| Name                                                                                 | Größe (km²) | Proklamation                                                  | Besonderheiten                                                                                                 | Status                                                                             | IUCN-Kategorie        | Foto                           |
| ------------------------------------------------------------------------------------ | ----------- | ------------------------------------------------------------- | --- | ---------------------------------------------------------------------------------- | --------------------- | ------------------------------ |
| ǀAi-ǀAis Heiße QuellenKlicklaut / Hunsberge ǀAi-ǀAis Richtersveld Transfrontier Park | 4611        | 1968 (ǀAi-ǀAis) 1988 (Hunsberge)                              | Fischfluss-Canyon; Apollo-11-Höhle                                                                             | Naturreservat; grenzüberschreitender Peace Park                                    | II                    | Fischfluss-Canyon              |
| Bwabwata-Nationalpark                                                                | 6274        | 1963 (Caprivi-Naturpark) seit 2007 inklusive Mahango-Wildpark | eines der wenigen Schutzgebiete das bewohnt wird                                                               | Nationalpark (Wildpark); Teil des grenzüberschreitenden Peace Park KAZA            | keine                 | Elefanten im Park              |
| Dorob-Nationalpark                                                                   | >7800       | 2010 1973 (Nationale Westküste)                               | | Nationalpark (Naturreservat); geplant als Teil des Namib-Skelettküste-Nationalpark | keine                 | Dünen im Park                  |
| Daan-Viljoen-Wildpark                                                                | 40          | 1968                                                          | eines der wenigen Schutzgebiete mit Wandermöglichkeit                                                          | Wildpark                                                                           | II (Nationalpark)     | Blick auf Windhoek vom Park    |
| Etosha-Nationalpark                                                                  | 22.270      | 1907                                                          | eines der wichtigsten Schutzgebiete Afrikas; Etosha-Pfanne                                                     | Nationalpark (Wildpark)                                                            | II (Nationalpark)     | Etoscha-Pfanne                 |
| Groß-Barmen Heiße Quellen                                                            | 1           | 1968                                                          | Thermalbad | Naturreservat                                                                      | III (Nationaldenkmal) | Thermalbad vor der Renovierung |
| Hardap-Erholungsgebiet                                                               | 252         | 1968                                                          | Hardap-Damm (großer Staudamm und See)                                                                          | Wildpark                                                                           | V                     | Hardap-Stausee                 |
| Khaudum-Nationalpark                                                                 | 3842        | 1989                                                          | unberührtestes Schutzgebiet des Landes                                                                         | Nationalpark (Wildpark)                                                            | II                    | Bild gesucht                   |
| Robbenreservat Kreuzkap                                                              | 60          | 1968                                                          | Kreuzkap; weltgrößte Population des südafrikanischen Seebär                                                    | Wildpark                                                                           | IV                    | Robben                         |
| Mangetti-Nationalpark                                                                | 420         | 2008                                                          | ehemaliges Wildtierzuchtgebiet                                                                                 | Nationalpark (Wildpark)                                                            | keine                 | Bild gesucht                   |
| Mudumu-Nationalpark                                                                  | 1010        | 1990                                                          | | Nationalpark (Wildpark); Teil des grenzüberschreitenden Peace Park KAZA            | II                    | Eingang zum Mudumu NP          |
| Namib-Naukluft-Park                                                                  | 49.768      | 1907                                                          | Sossusvlei; Sesriem; Naukluftberge                                                                             | Naturreservat; geplant als Teil des Namib-Skelettküste-Nationalpark                | II                    | Dead Vlei                      |
| Naute-Erholungsgebiet                                                                | 225         | 1988                                                          | Naute-Damm | Naturreservat                                                                      | V                     | Naute-Stausee                  |
| Nkasa-Rupara-Nationalpark (Mamili)                                                   | 320         | 1990                                                          | großes Flutgebiet                                                                                              | Nationalpark (Wildpark); Teil des grenzüberschreitenden Peace Park KAZA            | II                    | Elefanten im Park              |
| Popa-Wildpark                                                                        | 0,25        | 1989                                                          | Popafälle | Wildpark; Teil des grenzüberschreitenden Peace Park KAZA                           | III                   | Popa-Fälle                     |
| Skelettküste-Nationalpark                                                            | 16.390      | 1971                                                          | kein öffentlicher Zugang mit Ausnahme der Hauptstraße C34 und C39 erlaubt                                      | Naturreservat; geplant als Teil des Namib-Skelettküste-Nationalpark                | II                    | Schiffswrack                   |
| Südwest-Naturreservat                                                                | 0,12        | 1970                                                          | Botanischer Garten                                                                                             | Naturreservat                                                                      | keine                 | Bild gesucht                   |
| Tsau-ǁKhaeb-(Sperrgebiet)-Nationalpark                                               | 22.000      | 2008                                                          | gänzlich unberührt, da bis zur Proklamation Diamantensperrgebiet; Zugang nur mit ausgewählten Reiseunternehmen | Nationalpark (Naturreservat); geplant als Teil des Namib-Skelettküste-Nationalpark | keine                 | Luftaufnahme des Sperrgebiets  |
| Von-Bach-Erholungsgebiet                                                             | 43          | 1972                                                          | Von-Bach-Damm                                                                                                  | Naturreservat                                                                      | V                     | Von-Bach-Stausee               |
| Waterberg-Plateau-Park                                                               | 405         | 1972                                                          | Waterberg; seltene Tierarten, z. B. Rappenantilope                                                             | Wildpark                                                                           | II                    | Waterberg                      |

### Meeresschutzgebiete
Quelle: State of Protected Areas in Namibia - A review of progress and challenges, MET, 2010, S. 18 ff (Memento vom 4. September 2015 im Internet Archive) (PDF; 7,6 MB)
| Name         | Größe (km²) | Proklamation | Besonderheiten                     | Status             | IUCN-Kategorie | Foto           |
| ------------ | ----------- | ------------ | ---------------------------------- | ------------------ | -------------- | -------------- |
| Meob-Chamais | 20.000      | 2009         | Pinguinkolonien; zahlreiche Inseln | Meeresschutzgebiet | VI             | Halifax-Island |

### Fischschutzgebiete
Quelle: 
| Name                             | Größe (km²) | Proklamation | Besonderheiten | Status            | IUCN-Kategorie | Foto            |
| -------------------------------- | ----------- | ------------ | -------------- | ----------------- | -------------- | --------------- |
| Kalimbeza-Kanal                  |             | 2011         |                | Fischschutzgebiet |                |                 |
| Simasiku-Lagune und Katoya-Kanal |             | 2011         |                | Fischschutzgebiet |                |                 |
| Kasaya-Kanal                     |             | 2011         |                | Fischschutzgebiet |                | Impalila Island |

### Landschaftsschutzgebiete
Landschaftsschutzgebiete wurden 2011 zur Erweiterung der Naturreservate und Wildparks eingeführt. Sie erweitern die Größe dieser landesweit um 15.550 km² und sind landesweit verteilt.
| Name                      | Größe (km²) | Proklamation | Status                  |
| ------------------------- | ----------- | ------------ | ----------------------- |
| Mudumu                    | 2047        | 2011         | Landschaftsschutzgebiet |
| Greater Waterberg         | 18.763      | 2011         | Landschaftsschutzgebiet |
| Greater Sossusvlei–Namib  | 5730        | 2011         | Landschaftsschutzgebiet |
| Greater Fish River Canyon | 7621        | 2011         | Landschaftsschutzgebiet |
| Windhoek Green Belt       | 888         | 2011         | Landschaftsschutzgebiet |

### Geplante Schutzgebiete
Die nachstehende Schutzgebiete sind geplant, jedoch noch nicht offiziell proklamiert.
- Kunene-Volkspark 11.500 km²

### Konzessionsgebiete
Bei sogenannten Concessions (Konzessionsgebieten) handelt es sich um Staatsland das zur Verwaltung für einen festgeschriebenen Zeitraum an private Konzessionäre übergeben wird. Ende 2009 gab es sieben solcher Konzessionsgebiete.

## Private Naturschutzgebiete
Die nachstehenden Schutzgebiete sind unter privater Leitung, wurden jedoch vom Staat anerkannt und auch z. B. durch das Black Rhino Custodian Project unterstützt.
- Erindi-Wildschutzgebiet 710 km²
- Fisher’s-Pan-Privatschutzgebiet 70 km²
- Gondwana-Collection-Naturschutzgebiete 1970 km²
- Privates Naturreservat Huab 80 km²
- Intu Afrika Kalahari Reserve 10 km²
- Kuzikus-Wildreservat 105 km²
- NamibRand-Naturreservat 2022 km²
- Okonjati-Wildschutzgebiet 300 km²
- Onguma-Privatschutzgebiet 200 km²
- Naturpark Tirasberge 125 km²

## Kommunalschutzgebiete
Es gibt in Namibia zahlreiche sogenannte Communal Conservancies (kommunale Gebiete bzw. Farmzusammenschlüsse mit Schutzcharakter). Ende 2018 waren dies 86 Kommunalgebiete und 43 Kommunalwälder mit einer Fläche von 169.756 km².

## Nationaldenkmäler
- Liste des Nationalen Erbes Namibias

Naturschutzgebiete und Nationaldenkmäler sind besondere Anziehungspunkte für den nationalen und internationalen Tourismus in Namibia.